# Maria Federici
Maria Agamben Federici (L'Aquila, 19 de septiembre de 1899 - Roma, 28 de julio de 1984) ha sido una política antifascista, líder de la resistencia italiana. Fue diputada por el partido de la Democracia Cristiana desde 1946 en la Asamblea constituyente.

## Biografía
María Agamben nació en L'Aquila el 19 de septiembre de 1899. Después de graduarse en Letras, enseña italiano e Historia en la escuela secundaria. También escribe libros de texto y hace incursiones en el periodismo. En Roma, conoce a Mario Federici, también nacido en L'Aquila, dramaturgo y crítico teatral, con quien se casó en 1926. Durante el fascismo, la pareja se trasladó al extranjero, donde ella continúa enseñando el italiano en centros culturales de Sofía, Egipto y París. De regreso a Roma en 1939, Federici se compromete pronto con la resistencia italiana frente al poder de Mussolini. Como delegada de la UDACI (Unión de Mujeres Católicas), organiza la atención a mujeres desempleadas. El 2 de junio de 1946 fue una de las 21 mujeres elegidas a la Asamblea constituyente italiana, dentro del grupo parlamentario Demócrata cristiano. Murió en Roma, el 28 de julio de 1984.

## Trayectoria
Junto con Teresa Noce (PCI), Nilde Iotti (PCI), Lina Merlin (PSI) y Angela Gotelli (Democracia Cristiana) fue una de las cinco mujeres que formaron una comisión especial, presidida por Meuccio Ruini, encargada de elaborar y redactar enmiendas al proyecto de Constitución de la Asamblea constituyente. En la llamada Comisión de los 75, trabajó en la tercera subcomisión, relativa a los derechos y deberes económico-sociales de las mujeres.
Desde 1948, en la primera legislatura del parlamento republicano, y posteriormente fue elegida representante de la Cámara de los diputados por el distrito de Perugia. Fue componente de la XI Comisión (Trabajo y Previsión social) y de la Comisión parlamentaria que trató asuntos sobre el desempleo. Durante toda su carrera se ocupó de las cuestiones laborales y de seguridad social.
En el 1947 fundó el ANFE (Asociación Nacional Familias Emigradas), de la que fue presidenta hasta 1981, y se ocupó a largo de su vida de las cuestiones de la emigración. Entre otros cargos, fue delegada nacional de la ACLI y de presidente del Centro femenino italiano (CIF), del que fue en 1944 una de sus fundadoras.